# Chlorissa allochroma
Chlorissa allochroma là một loài bướm đêm trong họ Geometridae.